# Wesley Ruggles

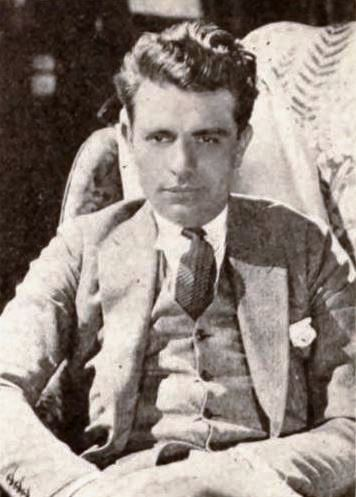
Wesley Ruggles im (1920)

Wesley Ruggles (* 11. Juni 1889 in Los Angeles, Kalifornien; † 8. Januar 1972 in Santa Monica, Kalifornien) war ein US-amerikanischer Filmregisseur, Produzent und Schauspieler.

## Leben
Wesley Ruggles begann als Nebendarsteller in Filmen mit Charlie Chaplin bei den Essanay Studios. In den 1930er- und 1940er-Jahren war er Regisseur und Produzent von Filmen der unterschiedlichsten Genres, jedoch hauptsächlich von romantischen Komödien. Zuletzt inszenierte er 1946 den Film Paradies der Liebe, den er auch produzierte. Sein Schaffen als Regisseur umfasst mehr als 80 Produktionen.
Ruggles war auch verantwortlich für den Western Pioniere des wilden Westens (1931), der den Oscar als Bester Film gewann und ihm selbst ebenfalls eine Nominierung für die Kategorie Beste Regie einbrachte.
Wesley Ruggles starb 1972 im Alter von 82 Jahren und wurde im Forest Lawn Memorial Park in Glendale beerdigt. Er war zweimal verheiratet: Von 1931 bis 1937 mit der Schauspielerin Arline Judge und ab 1940 mit Marcelle Rogez. Sein Bruder Charles Ruggles war ebenfalls Schauspieler.

## Filmografie (Auswahl)

### Darsteller
- 1915: A Submarine Pirate
- 1916: Charlie Chaplins Carmen-Parodie (A Burlesque on Carmen)
- 1916: Das Pfandhaus (The Pawnshop)
- 1916: Hinter der Leinwand (Behind the Screen)

### Regie
- 1919: Piccadilly Jim
- 1929: Flucht von der Teufelsinsel (Condemned!)
- 1929: Zarte Schultern (Scandal)
- 1931: Pioniere des wilden Westens (Cimarron)
- 1932: No Man of Her Own
- 1933: Ich bin kein Engel (I’m No Angel)
- 1934: Bolero
- 1935: Das Mädchen, das den Lord nicht wollte (The Gilded Lily)
- 1935: Frauen – Launen (The Bride Comes Home)
- 1935: Eine Frau von 20 Jahren (Accent on Youth)
- 1936: Die zweite Mutter (Valiant Is the Word for Carrie)
- 1937: Ein Mordsschwindel (True Confession)
- 1939: Invitation to Happiness
- 1940: Ein Ehemann zuviel (Too Many Husbands)
- 1940: Arizona (Arizona)
- 1941: Du gehörst zu mir (You Belong to Me)